# رودلف آلبرت هامبرگر
رودلف آلبرت هامبرگر (انگلیسی: Rudolf Hamburger; ۳ مهٔ ۱۹۰۳ – ۱ دسامبر ۱۹۸۰) معمار اهل آلمان بود.